# Marc Philonenko
Pour les articles homonymes, voir Philonenko.
Marc Eugène Philonenko, né à Paris le 1er mai 1930, est un théologien, historien des religions et orientaliste français.

## Biographie
Fils de Maximilien Philonenko et de Madeleine Isaac (petite-fille d'Alexandre Isaac, homme politique et sénateur de la Guadeloupe), Marc Philonenko est le frère d'Alexis Philonenko.
Élève diplômé de la Ve section (Sciences religieuses) de l'École pratique des hautes études (1955), docteur en théologie (1968) et, de 1986 à 1991, doyen de la faculté de théologie protestante de l'Université de Strasbourg, il a été le rédacteur en chef (1978-1986) puis le directeur (1986-2006) de la Revue d'histoire et de philosophie religieuses. 
Professeur émérite des universités, il est membre élu de l'Académie des inscriptions et belles-lettres et de l'Académie de Strasbourg,. 

## Publications
- Les interpolations chrétiennes des « Testaments des douze patriarches » et les manuscrits de Qoumrân, Paris, Presses universitaires de France, coll. « Cahiers de la Revue d'histoire et de philosophie religieuses », 1960
- Joseph et Aséneth, introd., texte critique, trad. et notes par Marc Philonenko, Leiden, Brill, coll. « Studia post-biblica », 1968
- La Bible. 3, Écrits intertestamentaires, éd. publ. sous la dir. d'André Dupont-Sommer et Marc Philonenko, Paris, Gallimard, coll. « Bibliothèque de la Pléiade », 1987  (ISBN 2-07-011116-4)
- Le Notre Père : de la prière de Jésus à la prière des disciples, Paris, Gallimard, coll. « Bibliothèque des histoires », 2001  (ISBN 2-07-076122-3)
- Histoire des religions et exégèse (1955-2012), 2 vol., Paris, Editions de Boccard, coll. « Mémoires de l'Académie des Inscriptions et Belles-Lettres », tome 50, 2015

## Distinctions

### Décorations
- Officier de la Légion d'honneur
- Commandeur de l'ordre national du Mérite
- Commandeur de l'ordre des Palmes académiques

### Récompense
- Docteur Honoris Causa de l'université d'Uppsala (Suède)